# 北京鸿雁社工服务中心
北京鸿雁社工服务中心是一家位于北京市朝阳区的公益组织，专门为家政女工提供支持和服务。该组织成立于2014年，在2016年登记注册为社工组织，旨在改善家政女工的工作和生活条件，帮助她们提升职业技能和个人发展。此外，该组织还倡导绿色家政理念，即推广环保清洁产品和健康生活方式。其工作人员只有9名。

## 基本情况
鸿雁社工的创办人梅若在2011年时，拍摄了一部家政女工的纪录片，期间认识了40多名家政女工，并了解到她们职业困境。梅若注意到家政工即便在休息时间，也无处可去，于是在2014年成立了鸿雁社工，提供一个供家政工交流的空间。
周末期间，家政工聚集在鸿雁社工的办公室，进行各种社群活动，包括唱歌跳舞、写作手工、刮痧按摩或者技术培训等。
鸿雁多次举办家政工的影像计划与艺术节，主要是家政工的艺术创作展出，以及歌曲和舞台剧场。

## 重要事件
2017年8月，七名参与鸿雁活动的家政工组建了经济合作小组，以“靓阿姨”为品牌名，制作和售卖环保清洁用品，例如手工清洁皂。
2017年，鸿雁社工在北京798艺术区举办了一次纪实展览，展出她们跟拍的100多名家政女工的故事。
2020年，北京鸿雁社工服务中心进行了家政妇女疫情调查。疫情导致跨省市流动和市内流动受阻，许多家政工无法找到工作或上岗，面临失业风险，经济压力增加。
2022年，鸿雁针对城市社区环保状况，发布了《绿色家政工实用技能之垃圾减量系列课程》及配套的《家庭垃圾减量实操手册》。
2023年4月，鸿雁和家政工创作的肢体剧《分·身》在北京天桥艺术+艺空间演出，作品内容关于底层劳动者的真实生活。

## 访谈
播客不合时宜访谈鸿雁社工 （页面存档备份，存于）
播客故事FM访谈鸿雁负责人 （页面存档备份，存于）